# Renato Berta
Pour les articles homonymes, voir Berta.
Renato Berta, né le 2 mars 1945 à Bellinzone, est un directeur de la photographie suisse.

## Biographie
Renato Berta suit les cours du Centro Sperimentale di Cinematografia de Rome entre 1965 et 1967 avant de commencer sa carrière de chef opérateur en collaborant avec des réalisateurs de la « nouvelle vague suisse » (Alain Tanner, Francis Reusser, Michel Soutter ou Daniel Schmid).
Apprécié pour son sens aigu du cadrage et son exploitation fine de la lumière, Berta privilégie le cinéma d'auteur à partir des années 1980, travaillant notamment pour Jean-Luc Godard, Jean-Marie Straub et Danièle Huillet, Patrice Chéreau, André Téchiné, Louis Malle, Alain Resnais, Manoel de Oliveira, Claude Chabrol, Robert Guédiguian, Amos Gitaï ou encore Jean-Henri Roger.
En 2011, la Cinémathèque Française organise un cycle de films en son honneur intitulé « Hommage à Renato Berta ». Une « rétrospective Renato Berta » est programmée à la cinémathèque de Toulouse en janvier 2022.

## Filmographie
- 1969 : Charles mort ou vif d'Alain Tanner
- 1969 : Othon / Les yeux ne veulent pas en tout temps se fermer ou Peut-être qu'un jour Rome se permettra de choisir à son tour de Jean-Marie Straub et Danièle Huillet
- 1969 : Vive la mort de Francis Reusser
- 1971 : In punto di morte de Mario Garriba
- 1971 : La Salamandre d'Alain Tanner
- 1972 : Leçons d'histoire (Geschichtsuntericht) de Jean-Marie Straub
- 1972 : Cette nuit ou jamais (Heute Nacht oder nie) de Daniel Schmid
- 1972 : Le Retour d'Afrique d'Alain Tanner
- 1972 : Sexologos de Michel Meignant et Danièle Dezard
- 1972 : La Mort du directeur du cirque de puces (Tod des Flohzirkusdirektors) de Thomas Koerfer
- 1973 : Les Vilaines Manières de Simon Edelstein
- 1974 : Le Milieu du monde d'Alain Tanner
- 1974 : La Paloma (Le Temps d'un regard) de Daniel Schmid
- 1974 : Pas si méchant que ça de Claude Goretta
- 1975 : Sartre par lui-même d'Alexandre Astruc et Michel Contat
- 1975 : Moïse et Aaron de Jean-Marie Straub et Danièle Huillet
- 1976 : A. Constant de Christine Laurent
- 1976 : I cani del Sinaï de Jean-Marie Straub et Danièle Huillet
- 1976 : L'Homme à tout faire de Thomas Koerfer
- 1976 : Le Grand Soir de Francis Reusser
- 1976 : Les Indiens sont encore loin de Patricia Moraz
- 1976 : Jonas qui aura 25 ans en l'an 2000 d'Alain Tanner
- 1976 : San Gottardo de Villi Herman
- 1976 : L'Ombre des anges (Schatten der Engel) de Daniel Schmid
- 1977 : Repérages de Michel Soutter
- 1977 : Violanta de Daniel Schmid
- 1977 : La Voix de son maître de Gérard Mordillat et Nicolas Philibert
- 1978 : Alzire ou le nouveau continent (Alzire oder der neue Kontinent) de Thomas Koerfer
- 1978 : Max Frisch, journal I - III de Richard Dindo
- 1978 : Messidor d'Alain Tanner
- 1979 : Sauve qui peut (la vie) de Jean-Luc Godard
- 1980 : Retour à Marseille de René Allio
- 1981 : Das Haus im Park de Aribert Weis
- 1981 : Seuls de Francis Reusser
- 1982 : Notre-Dame de la Croisette de Daniel Schmid
- 1982 : Hécate, maîtresse de la nuit de Daniel Schmid
- 1982 : L'Homme blessé de Patrice Chéreau
- 1982 : Vive les femmes ! de Claude Confortes
- 1984 : L'Année des méduses de Christopher Frank
- 1984 : L'Atelier d'André Téchiné
- 1984 : Le Baiser de Tosca (Il bacio di Tosca) de Daniel Schmid
- 1984 : Hurlevent de Jacques Rivette
- 1984 : Les Nuits de la pleine lune d'Éric Rohmer
- 1984 : Rendez-vous d'André Téchiné
- 1985 : L'Homme aux yeux d'argent de Pierre Granier-Deferre
- 1985 : Rosa la rose, fille publique de Paul Vecchiali
- 1985 : Taxi boy d'Alain Page
- 1986 : Corps et biens de Benoît Jacquot
- 1986 : Jenatsch de Daniel Schmid
- 1986 : La Mort d'Empédocle de Jean-Marie Straub et Danièle Huillet
- 1987 : Au revoir les enfants de Louis Malle
- 1987 : Les Innocents de André Téchiné
- 1988 : Ada dans la jungle de Gérard Zingg
- 1988 : Chimère de Claire Devers
- 1989 : Milou en mai de Louis Malle
- 1990 : Twister de Michael Almereyda
- 1990 : Uranus de Claude Berri
- 1991 : Rien que des mensonges de Paule Muret
- 1992 : Hors saison de Daniel Schmid
- 1992 : L'Instinct de l'ange de Richard Dembo
- 1993 : Et ensuite, le feu (La prossima volta il fuoco) de Fabio Carpi
- 1993 : No smoking d'Alain Resnais
- 1993 : Smoking d'Alain Resnais
- 1994 : Adultère (mode d'emploi) de Christine Pascal
- 1994 : Le Géographe manuel de Michel Sumpf
- 1995 : Devarim d'Amos Gitai
- 1995 : Visage écrit (Das geschriebene Gesicht) de Daniel Schmid
- 1995 : Le Silence de Rak de Christophe Loizillon
- 1996 : Party de Manoel de Oliveira
- 1996 : Voyage au début du monde (Viagem ao princípio do mundo) de Manoel de Oliveira
- 1997 : Inquiétude de Manoel de Oliveira
- 1997 : On connaît la chanson d'Alain Resnais
- 1998 : Berezina ou les Derniers Jours de la Suisse (Berezina oder die letzen Tage der Schweiz) de Daniel Schmid
- 1998 : Kadosh de Amos Gitai
- 1998 : Vanaprastham, la dernière danse de Shaji N. Karun
- 1998 : Yom Yom de Amos Gitai
- 1999 : Kippour de Amos Gitai
- 1999 : Parole et Utopie (Palavra e utopia) de Manoel de Oliveira
- 1999 : Vive nous ! de Camille de Casabianca
- 2000 : Addio Lugano bella de Francesca Solari
- 2000 : Merci pour le chocolat de Claude Chabrol
- 2000 : Ouvriers, paysans (Operai, contadini) de Jean-Marie Straub et Danièle Huillet
- 2001 : Eden d'Amos Gitai
- 2001 : Lulu de Jean-Henri Roger
- 2001 : Marie-Jo et ses deux amours de Robert Guédiguian
- 2001 : Le Principe de l'incertitude (O princípio da incerteza) de Manoel de Oliveira
- 2002 : Alila d'Amos Gitai
- 2002 : Le Retour du fils prodigue - Humiliés de Jean-Marie Straub et Danièle Huillet
- 2003 : Mon père est ingénieur de Robert Guédiguian
- 2003 : Pas sur la bouche d'Alain Resnais
- 2003 : Une visite au Louvre de Jean-Marie Straub et Danièle Huillet
- 2004 : Le Promeneur du Champ-de-Mars de Robert Guédiguian
- 2005 : Roger Diamantis ou la vraie vie (documentaire) d'Élise Girard
- 2006 : Ces rencontres avec eux (Quei loro incontri) de Jean-Marie Straub et Danièle Huillet
- 2008 : Max & Co de Samuel Guillaume et Frédéric Guillaume
- 2010 : Comment te dire Adieu de Jean-Marie Charuau
- 2011 : Belleville Tokyo d'Élise Girard
- 2012 : Gebo et l'ombre de Manoel de Oliveira
- 2012 : Un enfant de toi de Jacques Doillon
- 2014 : Le Vieux du Restelo de Manoel de Oliveira
- 2015 : L'Ombre des femmes de Philippe Garrel
- 2015 : Dialogue d'ombres de Jean-Marie Straub et Danièle Huillet
- 2017 : L'Amant d'un jour de Philippe Garrel
- 2017 : Drôles d'oiseaux d'Élise Girard
- 2021 : Qui rido io de Mario Martone
- 2021 : Il buco de Michelangelo Frammartino

## Distinctions
Sauf indication contraire, les informations mentionnées dans cette section peuvent être confirmées par la base de données cinématographiques IMDb,  présente dans la section « Liens externes ».

### Récompenses
- Festival international du film de Locarno 1976 : Léopard de bronze[réf. nécessaire]
- César 1988 : meilleure photographie pour Au revoir les enfants
- Festival international du film de Valladolid 1992 : meilleure photographie pour Hors saison

### Nominations
- César 1986 : meilleure photographie pour Rendez-vous
- César 1994 : meilleure photographie pour Smoking / No Smoking
- Camerimage 1994 : Grenouille d'or pour Smoking / No Smoking

### Décoration
- Chevalier de l'ordre des Arts et des Lettres (2013)

## Publications
- Alain Resnais, les coulisses de la création - Entretiens avec ses proches collaborateurs, de François Thomas, Armand Colin, 2016
- Photogrammes, avec Jean-Marie Charuau, Grasset, 2021